# Joanna Cupryś
Joanna Cupryś, coniugata Szwichtenberg (Breslavia, 8 febbraio 1972), è un'ex cestista polacca.

## Carriera
Con la Polonia ha disputato i Giochi olimpici di Sydney 2000 e tre edizioni dei Campionati europei (1999, 2001, 2003).